# Ringer-Europameisterschaften 2024
Die Ringer-Europameisterschaften 2024 fanden vom 12. bis 18. Februar 2024 in der rumänischen Hauptstadt Bukarest statt. Veranstaltungsort war die Mehrzweckhalle Sala Polivalentă.
Die Meisterschaften umfassten Wettkämpfe in jeweils zehn Gewichtsklassen in den Disziplinen Freistil der Frauen, Freistil der Männer sowie griechisch-römischer Stil der Männer.

## Teilnehmer
Zu den Ringer-Europameisterschaften 2024 waren 144 Athletinnen und 388 Athleten angemeldet, die 36 Nationen vertraten.
Liste der Teilnehmernationen:
| - Albanien (6) - Armenien (20) - Aserbaidschan (27) - Belgien (2) - Bulgarien (29) - Dänemark (3) - Deutschland (25) - Estland (8) - Finnland (6) - Frankreich (24) - Georgien (20) - Griechenland (12) | - Israel (8) - Italien (17) - Kosovo (1) - Kroatien (6) - Lettland (6) - Litauen (12) - Moldau (25) - Niederlande (2) - Nordmazedonien (9) - Norwegen (8) - Österreich (8) - Polen (24) | - Rumänien (30) - San Marino (2) - Schweden (10) - Schweiz (11) - Serbien (11) - Slowakei (6) - Spanien (10) - Tschechien (4) - Türkei (30) - Ukraine (30) - Ungarn (19) - Vereinigtes Königreich (1) |

Zwei Athleten mit Flüchtlingsstatus nahmen unter UWW-Flagge an den Wettkämpfen teil.
Russische und belarussische Athleten durften ab diesen Europameisterschaften unter neutraler Flagge wieder an den Wettkämpfen teilnehmen Dafür mussten sie bestimmte Bedingungen erfüllen. Die Zulassung einiger der Ringer durch die UWW war umstritten, da sie ukrainischen Medien zufolge den Russisch-Ukrainischen Krieg unterstützen und damit eine Bedingung für die Wettkampfzulassung nicht erfüllten. Anfang Februar 2024 wurde bekannt, dass Gastgeberland Rumänien bei einigen der russischen Ringer die Vergabe eines Visums abgelehnt hat. In der Teilnehmerliste waren 58 Ringer unter neutraler Flagge (Individual Neutral Athletes) aufgelistet.
Aus dem D-A-CH-Raum wurden folgende Athleten für die Teilnahme gemeldet:

### Deutsches Team
- Freistil Frauen: Annika Wendle (bis 53 kg), Anastasia Blayvas (bis 55 kg), Elena Brugger (bis 57 kg), Sandra Paruszewski (bis 59 kg), Luisa Niemesch (bis 62 kg), Anne Nürnberger (bis 65 kg), Eyleen Sewina (bis 68 kg), Francy Rädelt (bis 76 kg)
- Freistil Männer: Horst Lehr (bis 57 kg), Niklas Stechele (bis 61 kg), Andre Clarke (bis 65 kg), Alexander Semisorow (bis 70 kg), Stas David Wolf (bis 74 kg), Pouria Therkhani (bis 79 kg), Lars Schäfle (bis 86 kg), Joshua Morodion (bis 92 kg), Erik Thiele (bis 97 kg), Gennadij Cudinovic (bis 125 kg)
- Griechisch-römischer Stil Männer: Georgios Scarpello (bis 60 kg), Christopher Krämer (bis 63 kg),[9] Michael Widmayer (bis 72 kg), Idris Ibaev (bis 77 kg), Deni Nakaev (bis 82 kg), Pascal Eisele (bis 87 kg), Anton Vieweg (bis 97 kg), Franz Richter (bis 130 kg)

### Österreichisches Team
- Freistil Frauen: Oleksandra Kogut (bis 55 kg)
- Freistil Männer: Simon Marchl (bis 79 kg), Benjamin Greil (bis 86 kg), Johannes Ludescher (bis 125 kg)
- Griechisch-römischer Stil Männer: Aker Schmid (bis 63 kg), Michael Wagner (bis 82 kg), Lukas Staudacher (bis 87 kg), Daniel Gastl (bis 97 kg)

### Schweizer Team
- Freistil Männer: Nils Leutert (bis 61 kg), Nino Leutert (bis 65 kg), Marc Dietsche (bis 70 kg), Mansur Mavlaev (bis 79 kg), Samuel Scherrer (bis 86 kg)
- Griechisch-römischer Stil Männer: Michael Portmann (bis 72 kg), Fabio Dietsche (bis 77 kg), Marc Weber (bis 82 kg), Ramon Betschart (bis 87 kg), Delian Alishahi (bis 130 kg)

## Freistil, Männer
| Klasse | Gold                  | Silber                       | Bronze                   |
| ------ | --------------------- | ---------------------------- | ------------------------ |
| 57 kg  | Arsen Harutjunjan     | Muhammet Karavuş             | İslam Bazarqanov         |
| 57 kg  | Arsen Harutjunjan     | Muhammet Karavuş             | Robert Dingaschwili      |
| 61 kg  | Abasgadschi Magomedow | Selimchan Abakarow           | Nürəddin Novruzov        |
| 61 kg  | Abasgadschi Magomedow | Selimchan Abakarow           | Meschlum Meschlumjan     |
| 65 kg  | Islam Dudajew         | Gadschimurad Raschidow       | Andre Clarke             |
| 65 kg  | Islam Dudajew         | Gadschimurad Raschidow       | Əli Rəhimzadə            |
| 70 kg  | Arman Andreasjan      | Akaki Kemertelidse           | Ramasan Ramasanow        |
| 70 kg  | Arman Andreasjan      | Akaki Kemertelidse           | Ismail Mussukajew        |
| 74 kg  | Taimuras Salkasanow   | Soner Demirtaş               | Turan Bayramov           |
| 74 kg  | Taimuras Salkasanow   | Soner Demirtaş               | Imam Ganischow           |
| 79 kg  | Achmed Usmanow        | Mahamedchabib Kadsimahamedau | Awtandil Kentschadse     |
| 79 kg  | Achmed Usmanow        | Mahamedchabib Kadsimahamedau | Frank Chamizo            |
| 86 kg  | Dauren Kuruglijew     | Myles Amine                  | Osman Göçen              |
| 86 kg  | Dauren Kuruglijew     | Myles Amine                  | Arseni Dschiojew         |
| 92 kg  | Feyzullah Aktürk      | Boris Makojew                | Magomed Kurbanow         |
| 92 kg  | Feyzullah Aktürk      | Boris Makojew                | Mirian Maissuradse       |
| 97 kg  | Giwi Matscharaschwili | Magomedchan Magomedow        | Wladislaw Baizajew       |
| 97 kg  | Giwi Matscharaschwili | Magomedchan Magomedow        | İbrahim Çiftçi           |
| 125 kg | Taha Akgül            | Geno Petriaschwili           | Alen Chubulow            |
| 125 kg | Taha Akgül            | Geno Petriaschwili           | Giorgi Meschwildischwili |

## Griechisch-römisch, Männer
| Klasse | Gold              | Silber               | Bronze                |
| ------ | ----------------- | -------------------- | --------------------- |
| 55 kg  | Artiom Deleanu    | Rashad Məmmədov      | Denis Mihai           |
| 55 kg  | Artiom Deleanu    | Rashad Məmmədov      | Manwel Chatschatrjan  |
| 60 kg  | Nihat Məmmədli    | Victor Ciobanu       | Sadyk Lalajew         |
| 60 kg  | Nihat Məmmədli    | Victor Ciobanu       | Răzvan Arnăut         |
| 63 kg  | Murad Məmmədov    | Oleksandr Hruschyn   | Edmond Nasarjan       |
| 63 kg  | Murad Məmmədov    | Oleksandr Hruschyn   | Anwar Allachjarow     |
| 67 kg  | Həsrət Cəfərov    | Ruslan Bitschurin    | Abu-Muslim Amajew     |
| 67 kg  | Həsrət Cəfərov    | Ruslan Bitschurin    | Murat Fırat           |
| 72 kg  | Selçuk Can        | Ülvi Qənizadə        | Narek Oganjan         |
| 72 kg  | Selçuk Can        | Ülvi Qənizadə        | Parwis Nassibow       |
| 77 kg  | Malchas Amojan    | Yunus Emre Başar     | Iuri Lomadse          |
| 77 kg  | Malchas Amojan    | Yunus Emre Başar     | Adlet Tjuljubajew     |
| 82 kg  | Alperen Berber    | Islam Alijew         | Gela Bolkwadse        |
| 82 kg  | Alperen Berber    | Islam Alijew         | Jaroslaw Filtschakow  |
| 87 kg  | Alexander Komarow | Ali Cengiz           | Kiryl Maskewitsch     |
| 87 kg  | Alexander Komarow | Ali Cengiz           | Schan Belenjuk        |
| 97 kg  | Artur Aleksanjan  | Magomed Murtasalijew | Kiril Milow           |
| 97 kg  | Artur Aleksanjan  | Magomed Murtasalijew | Abubakar Chaslachanau |
| 130 kg | Sergei Semjonow   | Rıza Kayaalp         | Beka Kandelaki        |
| 130 kg | Sergei Semjonow   | Rıza Kayaalp         | Danila Sotnikow       |

## Freistil, Frauen
| Klasse | Gold                  | Silber                | Bronze            |
| ------ | --------------------- | --------------------- | ----------------- |
| 50 kg  | Mariya Stadnik        | Evin Demirhan Yavuz   | Miglena Selischka |
| 50 kg  | Mariya Stadnik        | Evin Demirhan Yavuz   | Milana Dadaschewa |
| 53 kg  | Wanessa Kaladsinskaja | Jonna Malmgren        | Maria Prevolaraki |
| 53 kg  | Wanessa Kaladsinskaja | Jonna Malmgren        | Zeynep Yetgil     |
| 55 kg  | Andreea Ana           | Mariana Drăguțan      | Roksana Zasina    |
| 55 kg  | Andreea Ana           | Mariana Drăguțan      | Anastasia Blayvas |
| 57 kg  | Iryna Kuratschkina    | Ewelina Nikolowa      | Anhelina Lysak    |
| 57 kg  | Iryna Kuratschkina    | Ewelina Nikolowa      | Solomija Wynnyk   |
| 59 kg  | Aljona Kolesnik       | Alina Filipowytsch    | Patrycja Gil      |
| 59 kg  | Aljona Kolesnik       | Alina Filipowytsch    | Alessja Hetmanawa |
| 62 kg  | Grace Bullen          | Luisa Niemesch        | Weranika Iwanowa  |
| 62 kg  | Grace Bullen          | Luisa Niemesch        | Julija Tkatsch    |
| 65 kg  | Iryna Koljadenko      | Kateryna Selenych     | Irina Rîngaci     |
| 65 kg  | Iryna Koljadenko      | Kateryna Selenych     | Elis Manolova     |
| 68 kg  | Buse Tosun Çavuşoğlu  | Tetjana Rischko       | Adéla Hanzlíčková |
| 68 kg  | Buse Tosun Çavuşoğlu  | Tetjana Rischko       | Mimi Christowa    |
| 72 kg  | Nesrin Baş            | Alexandra Anghel      | Wiktoria Chołuj   |
| 72 kg  | Nesrin Baş            | Alexandra Anghel      | Juliana Janewa    |
| 76 kg  | Yasemin Adar Yiğit    | Anastassija Schustowa | Enrica Rinaldi    |
| 76 kg  | Yasemin Adar Yiğit    | Anastassija Schustowa | Bernadett Nagy    |

## Medaillenspiegel
Den Medaillenspiegel über alle Disziplinen führt die Türkei vor Aserbaidschan und Rumänien an. In der Teamwertung ist die Ukraine erfolgreichste Nation bei den Frauen. Sowohl im Freistil der Männer als auch im griechisch-römischen Stil belegt die Türkei jeweils den ersten Rang der Länder-Teamwertung.
| Rang                 | Land                        | Gold | Silber | Bronze | Gesamt |
| -------------------- | --------------------------- | ---- | ------ | ------ | ------ |
| 1                    | Türkei                      | 7    | 6      | 4      | 17     |
| —                    | Individual Neutral Athletes | 5    | 5      | 11     | 21     |
| 2                    | Aserbaidschan               | 5    | 3      | 8      | 16     |
| 3                    | Armenien                    | 4    | 0      | 2      | 6      |
| 4                    | Ukraine                     | 1    | 4      | 5      | 10     |
| 5                    | Georgien                    | 1    | 2      | 5      | 8      |
| 6                    | Rumänien *                  | 1    | 2      | 2      | 5      |
| 7                    | Moldau                      | 1    | 2      | 1      | 4      |
| 8                    | Albanien                    | 1    | 1      | 0      | 2      |
| 8                    | Slowakei                    | 1    | 1      | 0      | 2      |
| 10                   | Griechenland                | 1    | 0      | 1      | 2      |
| 11                   | Norwegen                    | 1    | 0      | 0      | 1      |
| 11                   | Serbien                     | 1    | 0      | 0      | 1      |
| 13                   | Bulgarien                   | 0    | 1      | 8      | 9      |
| 14                   | Deutschland                 | 0    | 1      | 2      | 3      |
| 15                   | San Marino                  | 0    | 1      | 0      | 1      |
| 15                   | Schweden                    | 0    | 1      | 0      | 1      |
| 17                   | Polen                       | 0    | 0      | 4      | 4      |
| 18                   | Ungarn                      | 0    | 0      | 3      | 3      |
| 18                   | Italien                     | 0    | 0      | 3      | 3      |
| 20                   | Tschechien                  | 0    | 0      | 1      | 1      |
| Gesamt (20 Nationen) | Gesamt (20 Nationen)        | 30   | 30     | 60     | 120    |